# 솔로몬 R. 구겐하임

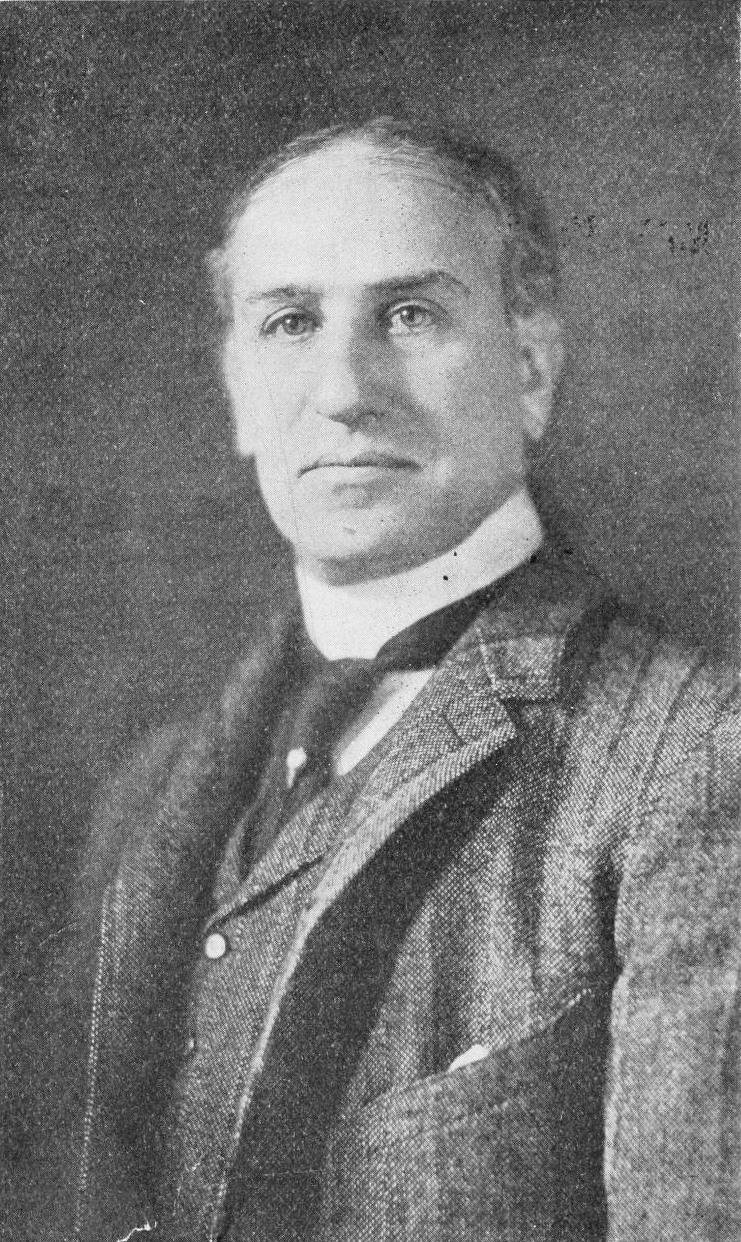
솔로몬 R. 구겐하임

솔러먼 로버트 구겐하임(Solomon Robert Guggenheim, 1861년 2월 2일 ~ 1949년 11월 3일)은 미국의 미술품 수집가, 자선 사업가이다. 마이어 구겐하임의 아들로 펜실베이니아주 필라델피아에서 태어났다. 1919년에 은퇴하고, 1937년 현대 미술을 지원하는 목적으로 솔로몬 R. 구겐하임 재단을 설립했다.

## 같이 보기
- 구겐하임가